# Suarcine
Die Suarcine (deutsch Schwertzelen oder Schwartzbächle) ist ein kleiner Fluss in Frankreich, der in den Regionen Bourgogne-Franche-Comté und Grand Est verläuft. Er entspringt im Gemeindegebiet von Réchésy, entwässert generell in nordwestliche Richtung und mündet nach rund 20 Kilometern als linker Nebenfluss in den  Ruisseau de Saint-Nicolas. Auf seinem Weg durchquert er die Départements Territoire-de-Belfort und Haut-Rhin. In seinem Mündungsabschnitt verläuft er parallel zum Rhein-Rhône-Kanal und wird auch zu dessen Wasserversorgung herangezogen.

## Verlauf
Das Quellgebiet der Suarcine befindet sich in der leicht gewellten Landschaft der Burgundischen Pforte am Nordrand des Juras, in der ausgedehnten Waldung des Bois de Gerschwiller. Auf den ersten rund 13 Kilometern fließt die Suarcine nach Nordwesten durch ein landwirtschaftlich genutztes Gebiet. Rund fünf Kilometer weiter im Nordosten verläuft die Largue parallel zur Suarcine, gehört jedoch zum Einzugsgebiet des Rheins. Die dazwischen liegende plateauartige Anhöhe, die nur selten die Höhe von 400 m übersteigt, bildet somit die Hauptwasserscheide zwischen Rhône und Rhein.
Die offene Talmulde der Suarcine fügt sich in die leicht gewellte Landschaft zwischen Jura und Vogesen ein. Der flache Talboden weist eine Breite von ungefähr 500 Meter auf. Östlich der Gemeinden Montreux-Vieux und Montreux-Jeune erreicht die Suarcine die Senke, welche wie eine Drainagerinne die vom Jura und den Vogesen herkommenden Bäche aufnimmt und nach Südwesten zum Doubs leitet. In dieser Senke verläuft der Rhein-Rhône-Kanal. Hier wendet sich die Suarcine mit einem scharfen Bogen nach Südwesten. Sie nimmt mit der Lutter (mündet heute eigentlich direkt in den Kanal) und dem Reppe (im Oberlauf auch Loutre genannt) kurz nacheinander ihre bedeutendsten Seitenbäche auf (beides rechte Zuflüsse). Auf einer Höhe von 339 m in der breiten Talebene südlich von Montreux-Château mündet die Suarcine in den Ruisseau de Saint-Nicolas, der kurze Zeit später nach dem Zusammenfluss mit der Madeleine den Namen Bourbeuse erhält.

## Orte am Fluss
- Suarce
- Chavanatte
- Magny
- Montreux-Jeune
- Montreux-Vieux
- Montreux-Château

## Hydrologie
Die Suarcine besitzt ein pluviales Abflussregime mit stark schwankendem Wasserstand. Hochwasser können in den Wintermonaten und im Frühling bei starken Niederschlägen in Kombination mit Schneeschmelze sowie im weiteren Verlauf des Jahres bei starken Gewittern oder langanhaltenden Regenfällen auftreten. Im Einzugsgebiet der Suarcine befinden sich zahlreiche Weiher, von denen nur wenige natürlichen Ursprungs sind. Die meisten wurden seit dem 16. Jahrhundert für die Fischzucht angelegt.